# Drapeau des Îles Mariannes du Nord
 (avril 2018).
Si vous disposez d'ouvrages ou d'articles de référence ou si vous connaissez des sites web de qualité traitant du thème abordé ici, merci de compléter l'article en donnant les références utiles à sa vérifiabilité et en les liant à la section « Notes et références ».
Le drapeau des Îles Mariannes du Nord, archipel du Pacifique, est composé au centre d'une pierre de latte, symbolisant la culture des Chamorros, peuple indigène des îles. Le rapport entre la pierre et la hauteur du drapeau est d'un tiers (24 in de haut pour 4,16 in de large si le drapeau mesure 78 par 40).
Ce totem est entouré d'une couronne circulaire de fleurs, nommée mwarmwar, de mwar (ylang-ylang, seyur ou fleur de mai, angagha et teibwo), représentant la culture carolinienne. La couronne a été rajoutée en 1981.
Une étoile blanche à cinq branches est apposée sur la pierre pour rappeler l'étoile du drapeau quand l'archipel était intégré dans le Territoire sous tutelle des îles du Pacifique. Le fond bleu est la couleur de l'océan.
Le motif central est par ailleurs repris dans le Sceau de la communauté.

## Drapeaux historiques
Si l'on remonte dans l'histoire des îles, le premier drapeau utilisé était celui de l'Espagne lorsque l'archipel était intégré aux Indes orientales espagnoles. En 1898, les îles furent vendues à l'Allemagne et firent partie de la Nouvelle-Guinée allemande.
Après la première guerre mondiale, l'archipel fut administré par le Japon lorsque la Société des Nations plaça en 1919 la région sous le mandat des îles du Pacifique.

drapeau du TTIP (1965 - 1972)

Après la capitulation, cette fois-ci japonaise, l'archipel fut placé entre 1947 et 1994 sous la tutelle américaine. Le territoire comprenait également les îles Marshall, les États fédérés de Micronésie et les Palaos. Le drapeau utilisé fut d'abord celui des Nations unies puis adopta un drapeau particulier en août 1965 où les six étoiles correspondaient à chaque territoire.

1976 - 1981

De 1972 à 1976, un drapeau fut choisi pour représenter l'archipel. Il était composé simplement de la pierre de latte et de l'étoile sur un fond uni bleu. Il devint officiel en 1976 lorsque les Mariannes du Nord décidèrent de s'associer avec les États-Unis. 

1981-1989

 En 1981, la couronne de fleurs a été rajoutée et en 1989, la couleur de fond est passée du cyan à un bleu plus foncé.